# Cyananthus himalaicus
Cyananthus himalaicus är en klockväxtart som beskrevs av K.K.Shrestha. Cyananthus himalaicus ingår i släktet Cyananthus, och familjen klockväxter.
Artens utbredningsområde är Nepal. Inga underarter finns listade i Catalogue of Life.